# カンツォーナ
カンツォーナ（イタリア語：canzona）もしくはカンツォン（canzon）、カンツォン・アラ・フランチェーゼ（canzon alla francese）は、楽曲形式のひとつ。
ルネサンス期に発達した器楽曲の形式である。この名称はイタリア語で歌曲を意味し、16世紀フランスのポリフォニックなシャンソン（chanson）を器楽用に編曲したものであったが、後には同様の形式によりながら、原曲を持たず最初から器楽のために作曲されたものも現れた。17世紀頃までは多くの作曲家がカンツォーナを作曲した。

## 様式
フーガと同様の様式をもつものが多い。すなわち主調で示された主題に続いて、属調ないし属音を軸とした応答が示される。類似した様式を持つリチェルカーレやファンタジアに比べて、躍動感のある主題を用いることが多い。16世紀のシャンソンが特徴的なリズム定形で始まることから、器楽曲のカンツォーナも通常このパターンを踏まえて開始する。
曲はしばしば段落で区切られ、段落ごとに偶数拍子と奇数拍子の交代が行なわれる。これも16世紀のシャンソンの特徴を踏まえている。拍子の交代にあわせて主題も変形・装飾される。